# تونی کوستانزا
تونی کوستانزا (انگلیسی: Tony Costanza; ۲ ژوئیهٔ ۱۹۶۸ – ۴ اوت ۲۰۲۰) طبل‌زن بود. وی بین سال‌های ۱۹۸۶ تا ۲۰۲۰ میلادی فعالیت می‌کرد.